# Елена Палеолог Бранкович
Елена Палеолог (1431 — 7 ноября 1473, Лефкас, Ионические острова) — византийская принцесса, дочь Фомы Палеолога. Супруга Лазаря Бранковича и деспотиса Сербии в 1456—1458 годах

## Биография
Родилась в Морейском деспотате в 1431 году. Старшая дочь Фомы Палеолога и его жены Катерины Дзаккариа. У неё было два младших брата, Андрей Палеолог и Мануил Палеолог, и младшая сестра Софья (Зоя) Палеолог, которая вышла замуж за Ивана III.
В октябре 1446 года она покинула дом и отправилась в Сербию, где в декабре того же года она вышла замуж за Лазаря Бранковича, сына деспота Георгия Бранковича. 24 декабря 1456 года, когда Лазарь наследовал своему отцу, Елена стала деспотисой Сербии. У них было три выживших дочери:
- Елена Бранкович (после замужества она сменила имя на Марию) (1447—1498) — вышла замуж за короля Боснии Степана Томашевича[5], возможно, позже попала в гарем турецкого генерала.
- Милица Бранкович (ум. 1464) — вышла замуж за Леонардо III Токко, правителя Эпира, от которого у неё был один сын; она умерла при родах.
- Ирина Бранкович — вышла замуж за Гьона II Кастриоти.

Когда её муж умер спустя всего год правления, Михаил Ангелович был избран главой совета, став де-факто правителем Сербии (воеводой). Таким образом возник триумвират регентов: Палеолог, её деверь Стефан Бранкович и Михаил Ангелович. В марте 1458 года, когда османы вторглись в Смедерево, а местные повстанческие сербы взяли в плен Ангеловича. Чтобы укрепить своё положение, Елена Палеолог нашла союзника в короле Боснии Степане Томаше, организовав брак его старшего сына Степана Томашевича со своей старшей дочерью Еленой-Марией. Свадьба состоялась 1 апреля 1459 года.
20 июня 1459 года османы начали крупную атаку на Смедерево и сумели захватить город, фактически покончив с деспотией в Сербии. Палеолог была вынуждена бежать; в апреле 1462 года она прибыла в Рагузу (современный Дубровник), где пробыла год. За это время она устроила брак своей дочери Милицы. В июне 1463 года она переехала на Корфу, воссоединившись со своей матерью и братьями, которые нашли там убежище. В конце концов она переехала жить на греческий остров Лефкас, где и умерла 7 ноября 1473 года, став монахиней под именем Гипомона.